# Alain Marez
Pour les articles homonymes, voir Marez.
Alain Marez (Perpignan, 13 mai 1938 - Villenave-d'Ornon, 12 juin 2022) est un linguiste français.
Il est professeur honoraire de linguistique germanique et scandinave à l'université Michel de Montaigne-Bordeaux 3. Ses travaux concernent le germanique et son évolution dans l’aire septentrionale de l’Europe au cours du Moyen Âge et la formation des langues scandinaves actuelles à l’époque des vikings (750-1050).

## Recherches
En 1976, Alain Marez présente en doctorat de troisième cycle (petite thèse) une saga islandaise du XIIIe siècle traduite pour la première fois en français : Hœnsna Þóris saga (La saga de Thorir aux poules), augmentée d’une introduction et d’un apparat critique.
En 1998, il soutient un doctorat d’État à l'université Paris Sorbonne-Paris IV intitulé Les causes de la réduction du fuþark germanique : les glides et le vocalisme. Il s’agit de expliquer la raison pour laquelle les caractères runiques au nombre de 24 en germanique ne sont plus que 16 à partir du IXe siècle pour noter le nordique commun à l’époque des vikings, alors que l’inventaire des phonèmes à noter augmente sensiblement. Une analyse structurale des rapports entre signifiants graphiques et signifiés phoniques conduit à cerner les causes de cette réduction du système graphique.

## Parcours
Le parcours d’enseignant d’Alain Marez commence à l'université de Marbourg (Allemagne) où il exerce en tant que fonctionnaire du Land de Hesse l’activité de lecteur de français (1960-1962). Puis il est professeur d’allemand (philologie) à l’École spéciale militaire de Saint-Cyr (1965-1966), de 1966 à 1974, professeur au lycée Robespierre à Arras, et en 1974, il est appelé à remplir les fonctions d'assistant à l’université Michel de Montaigne-Bordeaux 3. Il est nommé professeur des universités en 1999 (chaire de linguistique germanique et scandinave) dans le même établissement.
Autres thématiques de recherche
Outre l’axe central de sa recherche qui s’attache à la reconstruction de la langue parlée par les vikings au travers de sa notation graphique, Alain Marez s’est intéressé à la littérature norroise en publiant des études sur la littérature scandinave ancienne ainsi que des traductions de sagas et de courts récits de l’Islande médiévale. Les travaux d'Alain Marez ont également abouti à une relecture de l'inscription sur la fameuse Pierre de Rök, car contrairement aux thèses couramment admises, selon lui l'interprétation et la traduction de la formule leitmotiv de l'inscription <sakumukmini> sont susceptibles de remettre en cause le sens général du texte. Il ne s'agirait plus de faire connaître à la jeunesse d'anciennes légendes ni même de les raconter en puisant dans la mémoire populaire, mais d'informer les lecteurs du dessein de son auteur : par fidélité à sa mémoire, et à elle seule, l'inscription doit recouvrir toute la surface du monument dédié à son fils défunt.

## Publications
Livres
- Le dit de Gisl fils d'Illugi, traduction du vieil-islandais et glossaire, Institut d'études germaniques et scandinaves de Bordeaux III, Cahiers nordiques 2, 1983.
- Le dit de Gunnar meurtrier de Thidrand, traduction du vieil-islandais, Institut d'études germaniques et scandinaves de Bordeaux III, Cahiers nordiques 1, 1983.
- Grammaire de l’islandais ancien, traduction du danois et adaptation de la grammaire de Harry Andersen, Institut d'études germaniques et scandinaves de Bordeaux III, Cahiers nordiques 3, 1984.
- La saga de Thorir-aux-poules (traduction du vieil-islandais), 124 p., les éditions du Porte-glaive Paris 1988  (ISBN 9-782906-468092)
- La saga des alliés (traduction du vieil-islandais), 118 p. les éditions du Porte-glaive, Paris 1989  (ISBN 9-782906-468122)
- Le dit de Casquette à bière (Ølkofra Þáttr), un récit islandais médiéval (introduction, traduction et commentaires), Institut d’études germaniques et scandinaves de Bordeaux III, Cahiers nordiques 4, 1994
- Les runes ou L'écriture des Vikings et des anciens Germains (traduction de l’allemand de l’ouvrage de Wolfgang Krause, Runen, Berlin 1970) 179 p., les éditions du Porte-glaive Paris 1995  (ISBN 2-9064-6836-3).
- Index des graphies et glossaire étymologique des inscriptions runiques danoises de l’époque des vikings (800-1050), 1998, 475 p. (à compte d’auteur)
- Catalogue et atlas descriptif des inscriptions runiques danoises de l’époque des vikings (800-1050), 1998, 800 p. (à compte d’auteur)
- La saga d’Harald-fourrure-grise (en collaboration avec I.Cavalié), Classiques du Moyen Âge 58, 132 p., Honoré Champion, Paris 1999  (ISBN 2-7453-0054-7 et 9-782745- 300546).
- Les causes de la réduction du fuþark germanique, les glides et le vocalisme, Thèse de doctorat (Paris Sorbonne), Presses universitaires du Septentrion, Lille 2002  (ISBN 9-782284-014805)
- Anthologie runique, les Belles lettres, coll. « Classiques du Nord. Racines », no 11, 539 p., Paris 2007  (ISBN 9-782251-071114)
- Petites sagas islandaises, coll. vérité des mythes 52, les Belles Lettres, 284 p., Paris 2017  (ISBN 978-2-25144720-9)

Articles
- Étude phonétique du scandinave runique de l’île d’Öland à l’époque des vikings, in Études germaniques, 3, juillet-septembre 1969, p. 417-441.
- Les faits accentuels en danois runique, in Études germaniques, 4, octobre-décembre 1971, p. 513-525.
- Le groupe nominal en danois runique (essai de description syntaxique), in Études germaniques, 4, octobre-décembre 1981, p. 393-410.
- Le terme « mémoire » dans les parlers d’origine germanique, in La mémoire, tome II : le concept de mémoire, p. 199-209, Éditions l’Harmattan, coll. « Conversciences », Paris 1989  (ISBN 2-7384-02569).
- Réalité mythique et apparence du feu dans la poésie scandinave ancienne, in Eidôlon : cahier du Laboratoire pluridisciplinaire de recherches sur l’imagination littéraire (LAPRIL), Aspects du feu II, Bordeaux III 1989.
- <sakumukmini> ?, une relecture de l’inscription de Rök, Études germaniques 4, octobre-décembre 1997, p. 543-557.
- Les sagas islandaises, in Revue française d’histoire du livre, no 110-111, p. 5 -20, Droz, Genève 2001  (ISBN 2-600-00660-5 et 9-782600-006606).
- Kjølevik – Inschrift (Rogaland, Norwegen), eine neue kritische Deutung, in Zeitschrift für deutsche Philologie, Bd 120, Heft 3/2001, p. 413-420.
- L’inscription de Rûnes (Lozère), déchiffrement, datation, traduction et commentaire in Centre d’études et de recherches littéraires et scientifiques de Mende, bulletin 22, 2003, p. 13-18.
- La longue histoire des runes/Les runes en France/Parole de pierre/, in l’Europe des Vikings, collection Abbaye Daoulas, Hoëbeke éditeur, 2004, p. 34-39  (ISBN 2-84230-202-8)  (ISBN 9-782842-302023)
- Une Europe des Vikings ? La leçon des inscriptions runiques, in Les Vikings, premiers Européens (VIIIe – XIe siècles) p. 131-177, éditions Autrement (collection Mémoires 119), Paris 2005  (ISBN 9-782746-707368) 1ex
- La mort de Baldr, in Mythe et mythologie du Nord ancien, revue Europe, no 928-929, p. 56-69, Paris 2006  (ISBN 9-782351-500019)
- Le sens véritable de la formule <sakumukmini> sur le monument de Rök, Études Germaniques 63, no 3, juillet-septembre 2008, p. 529-550.
- Des runes germaniques aux runes scandinaves ou les causes de la réduction d’un système graphique, p. 117-150/Littérature runique et  littérature norroise, p. 251-280, in Le Rune, Epigrafia e letteratura, Bibliotheca Germanica 26, Edizioni dell’Orso, Alessandria 2009. (Actes du IX° Seminario avanzato in Filologia germanica de Turin, septembre 2008)  (ISBN 978-88-6274-133-0).
- Les runes vikings, des témoins inébranlables, in Mémoire viking, une autre façon de voir les Vikings, Histoire et images médiévales, thématique 19, 2010 p. 22-33.
- Propriété : Les terres des Vikings, in Géomètre no 2122, février 2015, p. 46-49.
- Le sens véritable de la formule <sakumukmini> sur l'inscription de Rök, in Nordiques, no 33 (printemps 2017), varia p. 129-137.